# Wolfgang Abendroth
Pour les articles homonymes, voir Abendroth.
Wolfgang Abendroth, né le 2 mai 1906 à Elberfeld, mort le 15 septembre 1985 à Francfort, est un militant de la gauche allemande, politologue et historien.

## Biographie
Issu d'un milieu socialiste, il s'implique très jeune dans la politique allemande au temps de la République de Weimar. Membre de la Jeunesse communiste, il participe aux campagnes du Secours rouge en faveur de Max Hölz et de Sacco et Vanzetti. Devant la montée du fascisme hitlérien il récuse la division des deux partis ouvriers allemands (Parti social démocrate et parti communiste). En 1933 il termine ses études en Suisse et est promu docteur en droit. Rentré en Allemagne où il travaille dans une banque berlinoise, en relation avec un mouvement d'opposition à Hitler, il est interné à partir d'avril 1937, durant quatre ans, puis est incorporé dans un bataillon disciplinaire de l'armée allemande. Il est affecté en Grèce, où il est fait prisonnier par l'armée britannique. Libéré en 1946, il rejoint la zone d'occupation soviétique, où il entame une carrière de juriste dans l'Administrationoù il s'occupe de l'épuration de la magistrature. Il enseigne ensuite le droit public à l'Université de Leipzig puis à celle de Iéna. Mais n'admettant pas le stalinisme ambiant, suspecté de « trotskysme », il gagne la zone occidentale en 1948.
Il devient recteur de l'université ouvrière de Wilhemshaven, puis il est professeur de sciences politiques à l'Université de Marbourg. Membre du Parti social-démocrate (SPD) depuis 1946, proche de Georg Lukacs, de Jürgen Habermas et de l'École de Francfort, il devient un des intellectuels en vue dans la société allemande. Mais il n'accepte pas le virage à droite du SPD à la fin des années 1950 (programme de Bad-Godesberg, 1959). Il est un des participants aux marches pacifiques en anti-militaristes (les marches de Pâques) qui se déroulent chaque printemps en Allemagne fédérale et soutient les étudiants du SDS. Exclu du SPD en 1961, il est entre 1966 et 1970, un des représentants éminents de l'opposition extra-parlementaire (Apo) aux côtés du président du SDS, de syndicats de la métallurgie, de la chimie, du cuir et du bois et des professeurs Helmut Ridder (Université de Bonn) et Eugen Kogon (Université de Darmstadt) au sein d'un Comité sur l'état d'urgence de la démocratie. Il participe aussi au Tribunal Russell. 
Il consacre de nombreux travaux à l'histoire du mouvement ouvrier et à la social-démocratie allemande , mais aucun de ces ouvrages ne semblent traduits en français, à l'exception d'une brève synthèse sur le mouvement ouvrier en Europe, parue aux Éditions Maspero peu avant les événements de mai 1968.

## Œuvres
(traduit en français)
- Histoire du mouvement ouvrier en Europe, éditions François Maspero, Paris, 1967 (reéd. La Découverte, 2002)[8]